# A Bigger Splash (film 2015)
A Bigger Splash è un film del 2015 diretto da Luca Guadagnino, secondo capitolo della sua "trilogia del desiderio" dopo Io sono l'amore.
Il film è interpretato da Tilda Swinton, Matthias Schoenaerts, Ralph Fiennes e Dakota Johnson. Presentato in concorso alla 72ª Mostra internazionale d'arte cinematografica di Venezia il 6 settembre 2015, è liberamente ispirato al lungometraggio La piscina diretto nel 1969 da Jacques Deray e all'omonimo dipinto di David Hockney.

## Trama
Marianne Lane è una leggenda del rock che dopo un'operazione alle corde vocali decide di trascorrere un periodo di vacanza sull'isola di Pantelleria con il fidanzato Paul, un giovane fotografo con un passato di alcolista e con un tentativo di suicidio alle spalle. Il loro soggiorno viene sconvolto dall'arrivo sull'isola di Harry, produttore discografico estroverso e amante dell'alcol, ex fidanzato di Marianne, accompagnato da sua figlia Penelope, di cui ignorava l'esistenza. Il carattere alquanto estroverso e logorroico di Harry e il suo continuo attaccamento a Marianne mettono in difficoltà Paul; nel frattempo anche Penelope cerca di sedurre il giovane fotografo e Harry si avvicina sempre più a Marianne, che lo rifiuta e afferma di non voler lasciare il suo fidanzato.
Mentre Paul e Penelope passano la giornata fuori, tra Marianne e Harry, lasciati soli, si riaccende la passione. A sera, i quattro cenano insieme e Paul nota degli strani atteggiamenti di Marianne e Harry, accorgendosi anche di un morso sulla spalla di lei. Più tardi, Harry e Paul si ritrovano a discutere in piscina. Tra i due scoppia una lite che riguarda Marianne e iniziano a picchiarsi prima fuori poi nell'acqua. Paul spinge Harry sotto, fino a farlo morire annegato. Preso dal panico e dal senso di colpa, tenta di salvare Harry ma decide di abbandonare il corpo in piscina, lasciando intendere agli inquirenti che si sia trattato di un incidente.

## Promozione
La prima immagine di A Bigger Splash raffigurante Matthias Schoenaerts, Tilda Swinton, Dakota Johnson e Ralph Fiennes è stata diffusa il 27 luglio 2015. Nuove foto fatte sul set sono state pubblicate il 3 settembre 2015. La prima clip è stata diffusa il 5 settembre 2015.
Il primo trailer ufficiale è uscito il 1º ottobre 2015.

## Distribuzione
Il film, dopo la presentazione in concorso alla 72ª Mostra internazionale d'arte cinematografica di Venezia, è stato presentato al London Film Festival a ottobre 2015. Il film è stato acquistato dalla Lucky Red ed è stato distribuito nelle sale italiane a partire dal 26 novembre 2015. Nelle sale statunitensi è uscito il 13 maggio 2016, distribuito da Fox Searchlight.

## Riconoscimenti
- 2015 - Mostra internazionale d'arte cinematografica di Venezia
  - Soundtrack Stars Award alla migliore colonna sonora
  - Premio The Most Innovative Budget
  - Candidatura al Leone d'oro